# Fiat 515
Fiat 515 este un model de automobil fabricat de constructorul italian Fiat începând din 1931.
Modelul se baza pe caroseria Fiat 522 și pe motorul economic cu patru cilindri de 1.438 cm³ al Fiat 514. Viteza maximă atinsă era de 77 km/h. Fiat 515 dispunea de patru uși, dintre care ușile din spate, similar modelelor de lux de înaltă gamă, se deschideau de la față spre spate. Parbrizul era basculant pentru a îmbunătăți intrarea aerului în habitaclu. 
Modelul era disponibil în versiunile berlina și landaulet. 
Unul dintre elementele de noutate ale modelului Fiat 515 a fost introducerea unui sistem de frâne hidraulice, o inovație rar întâlnită la automobilele din această clasă. 
A fost dezvoltată și o versiune mai mare, Fiat 515 T, care păstra aceleași specificații tehnice, având o viteză maximă de 75 km/h.
Spre deosebire de Fiat 514, care a fost asamblat în Spania la uzina Fiat Hispania din Guadalajara, Fiat 515 nu a fost fabricat în această locație. Uzina din Guadalajara, achiziționată de Fiat în 1931, a fost distrusă în timpul Războiului Civil Spaniol din 1936 și nu a fost reconstruită. În anul 1950, Fiat a investit într-o nouă uzină mare la Barcelona, în zona Franca, unde a înființat compania Seat.